# Przymiotno gałęziste
Przymiotno gałęziste, p. szczeciniaste (Erigeron strigosus Muhl. ex Willd.) – gatunek rośliny z rodziny astrowatych. Gatunek pochodzący z Ameryki Północnej, szeroko rozprzestrzeniony w Europie i wschodniej Azji. Polsce zadomowiony (kenofit), spotykany w całym kraju, częstszy na wschodzie, rzadki na obszarach górskich, w Wielkopolsce. W niektórych ujęciach systematycznych uznawany za podgatunek przymiotna białego. 

## Morfologia

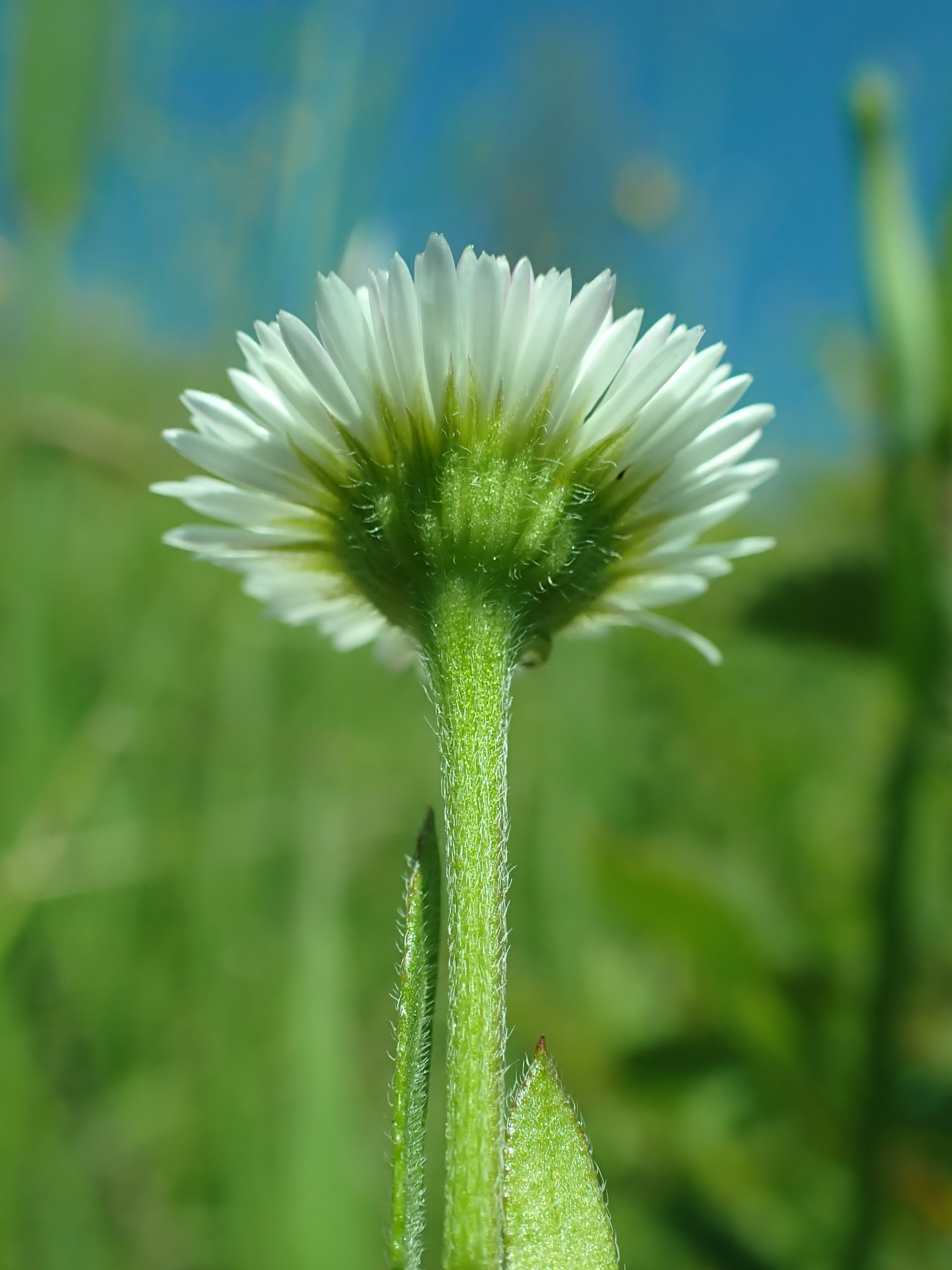
Okrywa koszyczka

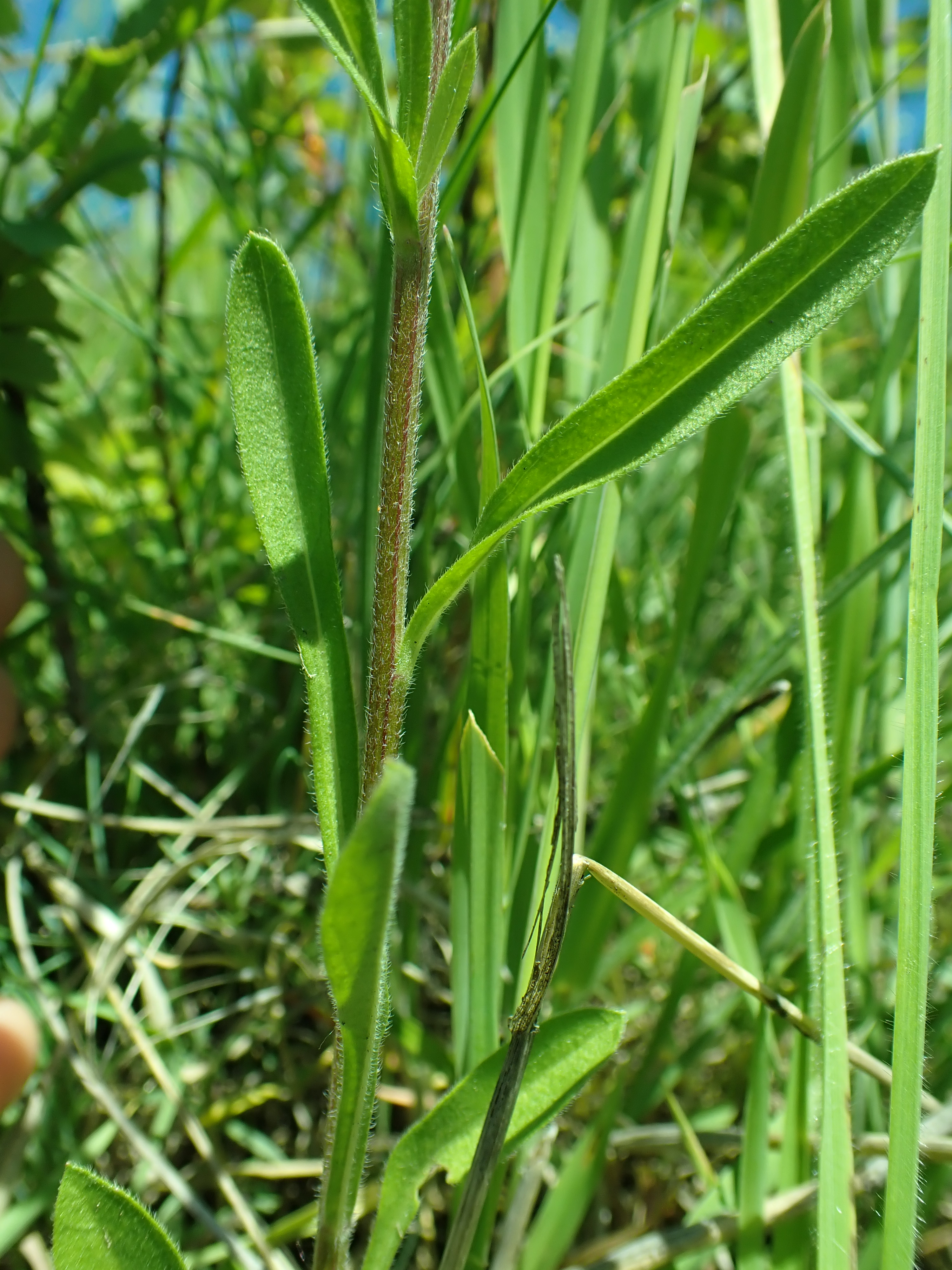
Całobrzegie liście łodygowe

ŁodygaWzniesiona, o wysokości 20–110 cm, w górnej części rozgałęziona. W dole jest pokryta włoskami skierowanymi w dół, a w górze skierowanymi ku górze.
LiścieDolne liście krótkoogonkowe, eliptycznie lancetowate, grubo piłkowane; górne liście lancetowate, siedzące, zwykle całobrzegie.
KwiatyZebrane w koszyczki o średnicy do 1,5–2 cm (licząc wraz z kwiatami języczkowymi), tworzącymi kwiatostan złożony w postaci rozpierzchłej wiechy. Okrywa w nasadzie nieco zaklęśnięta. Listki okrywy lancetowate, krótko zaostrzone, białawo, błoniasto obrzeżone, pokryte licznymi, miękkimi włoskami. Kwiaty brzeżne żeńskie, języczkowate koloru białego, rzadko czerwonawego, krótsze od średnicy okrywy. Wewnątrz koszyczków znajdują się żółte, obupłciowe kwiaty rurkowate.
OwoceNiełupki o długości 1–1,5 mm. Puch kielichowy kwiatów języczkowatych jednoszeregowy i złożony z krótkich szczecinek (do 0,2 mm), zaś u owoców tworzących się z kwiatów rurkowych puch kielichowy jest podwójny i dłuższy, sięgający do 2 mm.
Gatunek podobnyPrzymiotno białe Erigeron annuus ma liście łodygowe ząbkowane, rzadko całobrzegie; kwiaty języczkowe różowoliliowe, rzadko białe, podobne długością do średnicy okrywy, osiągające ok. 1 cm, stąd całe koszyczki sięgać mogą do 3 cm średnicy; okrywa u nasady nie jest zaklęśnięta, lecz zwęża się równomiernie.

## Biologia i ekologia
Roślina dwuletnia, hemikryptofit. Okres kwitnienia od czerwca do października. Rośnie w lasach łęgowych, zaroślach, przydrożach, wysypiskach, nasypach, polach, brzegach rzek i rowów, żwirowiskach. W klasyfikacji zbiorowisk roślinnych gatunek charakterystyczny dla Ass. Erysimo-Melilotetum.